# Vitpunktsgräsfly
Vitpunktsgräsfly, Mythimna albipuncta, är en fjärilsart som först beskrevs av Michael Denis och Ignaz Schiffermüller 1775. Enligt Catalogue of Life är det vetenskapliga namnet istället Aletia albipuncta beskriven med det namnet av Ignaz Schiffermüller, 1776.  Vitpunktsgräsfly ingår i släktet Mythimna, och familjen nattflyn, Noctuidae.  Arten  har livskraftig, LC, population i Sverige. I Finland förekommer arten tillfälligt och sällsynt. En underart finns listad i Catalogue of Life, Aletia albipuncta rufotincta Wagner, 1920.

## Bildgalleri

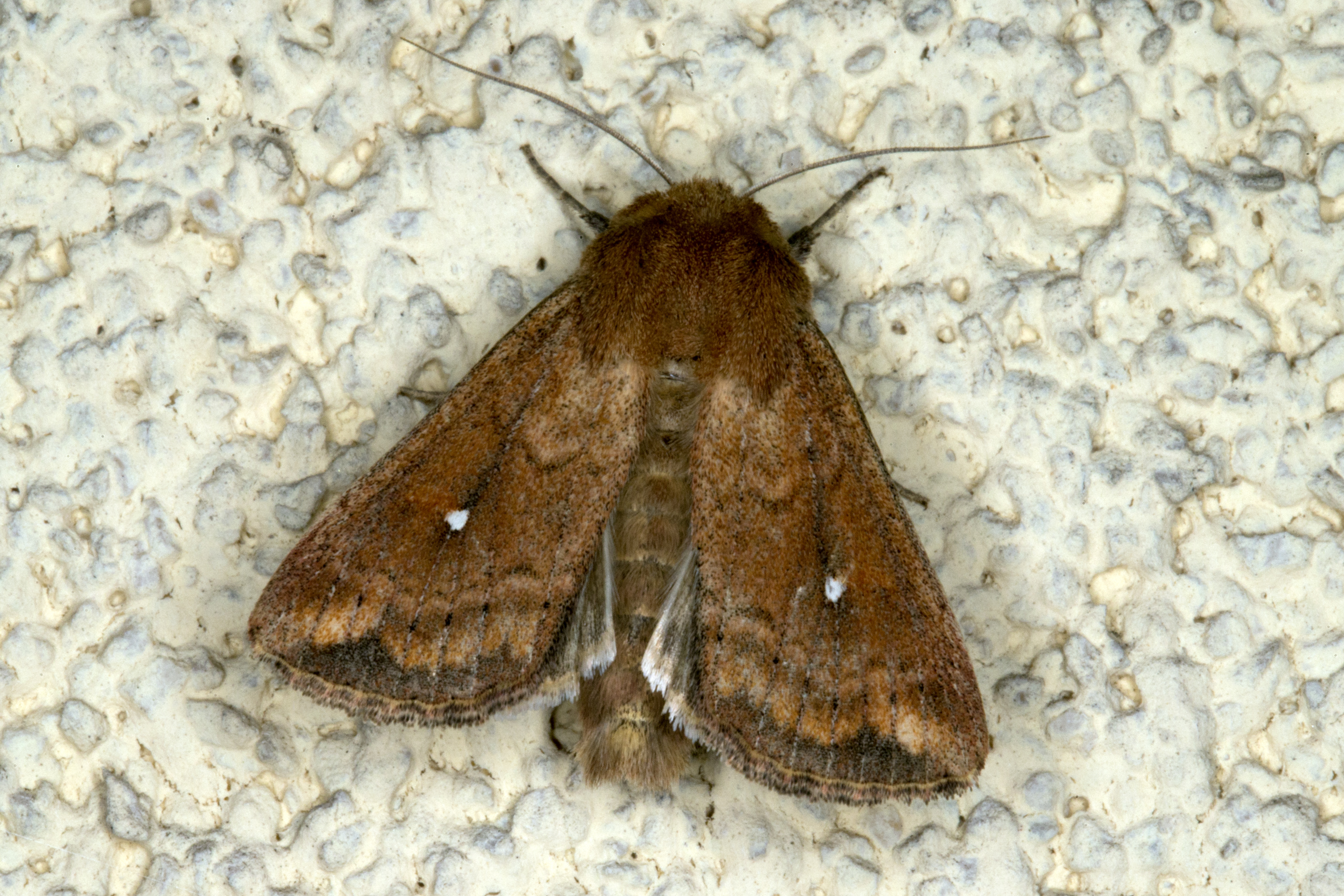
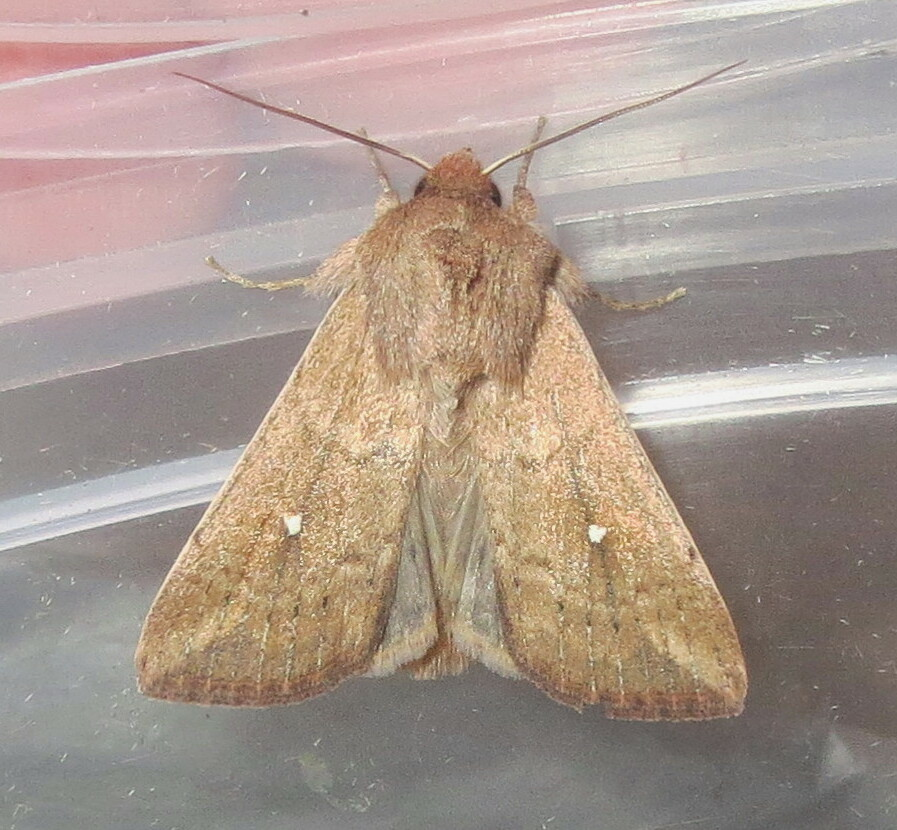
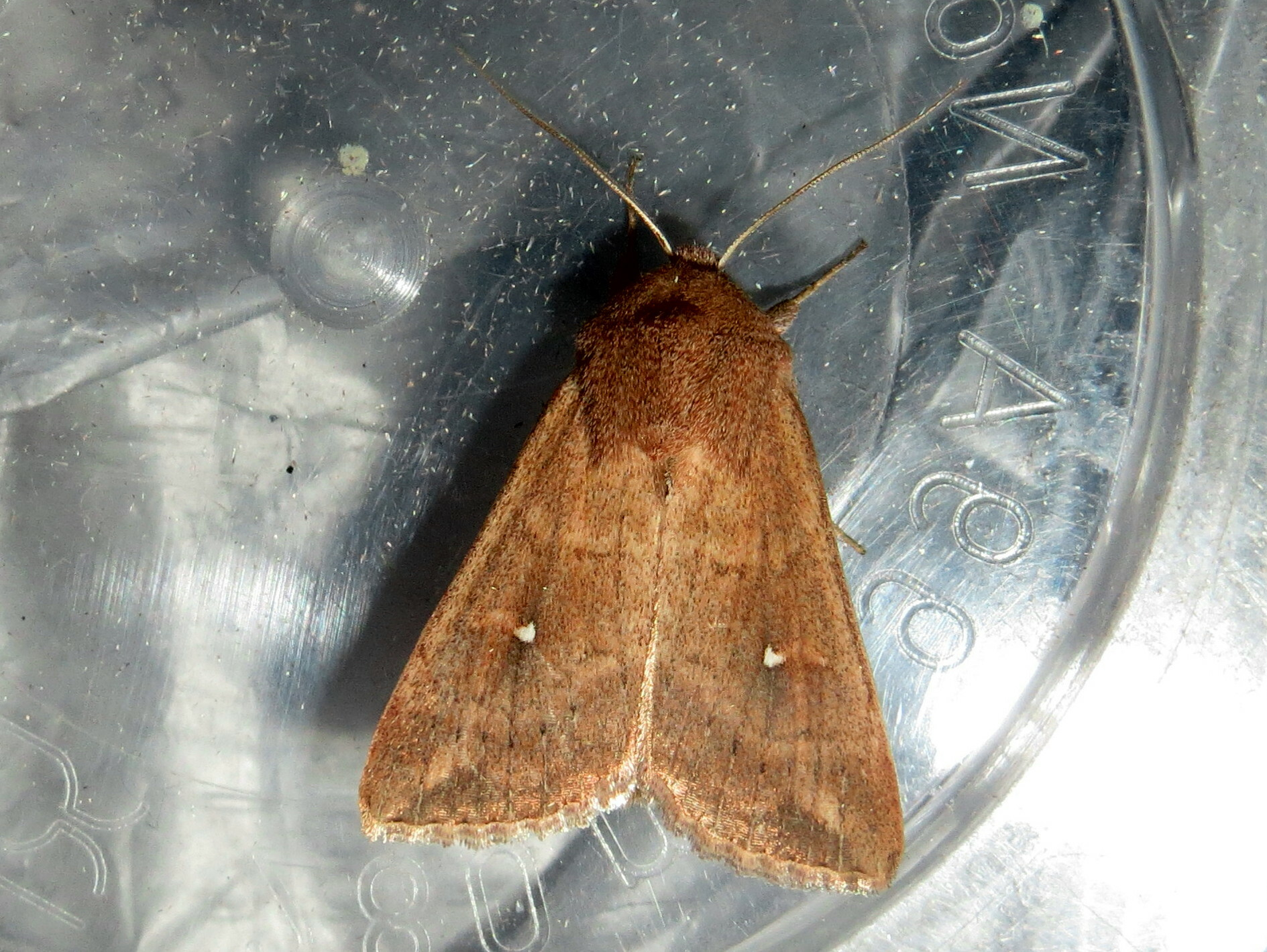